# 2004年の台風
2004年の台風 (2004ねんのたいふう、太平洋北西部で発生した熱帯低気圧) のデータ。この年は太平洋高気圧の配置が例年と異なっていたため、年間で発生した29個の台風のうち3分の1以上にあたる10個（4号・6号・10号・11号・15号・16号・18号・21号・22号・23号）が日本に上陸し、1951年の統計開始以降で最も多くなった。

## 台風の日本接近数
| 接近数が多い年 | 接近数が多い年                                   | 接近数が多い年 | 接近数が少ない年 | 接近数が少ない年                          | 接近数が少ない年 |
| 順位           | 年                                               | 接近数         | 順位             | 年                                        | 接近数           |
| -------------- | ------------------------------------------------ | -------------- | ---------------- | ----------------------------------------- | ---------------- |
| 1              | 2004年 1966年 1960年                             | 19             | 1                | 1973年                                    | 4                |
| 4              | 2012年                                           | 17             | 2                | 1995年                                    | 5                |
| 5              | 2018年 1955年                                    | 16             | 3                | 1977年                                    | 6                |
| 7              | 2019年 2000年 1997年 1994年 1965年 1961年 1958年 | 15             | 4                | 2020年 2010年 1983年 1979年               | 7                |
|                |                                                  |                | 8                | 2017年 2009年 1998年 1969年 1964年 1951年 | 8                |

## 台風の日本上陸数
| 上陸数が多い年 | 上陸数が多い年                                   | 上陸数が多い年 | 上陸数が少ない年 | 上陸数が少ない年                                        | 上陸数が少ない年 |
| 順位           | 年                                               | 上陸数         | 順位             | 年                                                      | 上陸数           |
| -------------- | ------------------------------------------------ | -------------- | ---------------- | ------------------------------------------------------- | ---------------- |
| 1              | 2004年                                           | 10             | 1                | 2020年 2008年 2000年 1986年 1984年                      | 0                |
| 2              | 2016年 1993年 1990年                             | 6              | 6                | 2023年 2009年 1995年 1987年 1980年 1977年 1973年 1957年 | 1                |
| 5              | 2019年 2018年 1989年 1966年 1965年 1962年 1954年 | 5              |                  |                                                         |                  |

## 月別の台風発生数
| 1月 | 2月 | 3月 | 4月 | 5月 | 6月 | 7月 | 8月 | 9月 | 10月 | 11月 | 12月 | 年間 |
| --- | --- | --- | --- | --- | --- | --- | --- | --- | ---- | ---- | ---- | ---- |
|     |     |     | 1   | 2   | 5   | 2   | 8   | 3   | 3    | 3    | 2    | 29   |

## 「台風」に分類されている熱帯低気圧

### 台風1号（スーダエ）
200401・03W・コスメ
| 台風によるミクロネシアでの被害の様子 |  | 台風によるミクロネシアでの被害の様子 |
| 台風によるミクロネシアでの被害の様子 |  |                                      |

4月5日にカロリン諸島付近で発生し、アジア名「スーダエ（Sudal）」と命名された。命名国は韓国で、「カワウソ」を意味する。なお、フィリピン大気地球物理天文局（PAGASA）はこの台風について、フィリピン名「コスメ（Cosme）」と命名している。この台風は死者こそ出さなかったものの、ミクロネシアのヤップ島などを直撃して大きな被害を出した。そのため、この台風のアジア名である「スーダエ（Sudal）」は、この台風限りで使用中止となり、次順からは「ミリネ（Mirinae）」というアジア名が使用されることになった。

### 台風2号（ニーダ）
200402・04W・ディンド
5月14日にフィリピンのミンダナオ島沖で発生し、アジア名「ニーダ（Nida）」と命名された。命名国はタイで、女性の名前に由来する。なお、フィリピン大気地球物理天文局はこの台風について、フィリピン名「ディンド（Dindo）」と命名した。台風はカタンドゥアネス島を通過して、サマール島とルソン島をかすめながら北上。その後も北上を続け、沖縄の南大東島付近を通過後、加速して北東に進み、伊豆諸島の八丈島に接近した。
台風が接近したフィリピンでは、東部を中心に農作物被害や木造家屋の被害などが各地で発生し、また強風による港湾閉鎖のために1万人以上がフェリーで海を渡れず立往生した。台風が直撃を受けたカタンドゥアネス島では、土砂崩れで完全に流されてしまった村々もあったという。この台風により、31人の死者が出た。

### 台風3号（オーマイス）
200403・06W・エンテン
5月18日にカロリン諸島で発生し、アジア名「オーマイス（Omais）」と命名された。命名国はアメリカで、「徘徊」を意味する。また、フィリピン大気地球物理天文局はこの台風について、フィリピン名「エンテン（Enteng）」と命名した。台風はあまり発達せずに、フィリピンの東方を北上した。

### 台風4号（コンソン）
200404・07W・フランク
6月6日にフィリピン西方の南シナ海で発生し、アジア名「コンソン（Conson）」と命名された。命名国はベトナムで、歴史的な観光地の名前に由来する。また、フィリピン大気地球物理天文局はこの台風について、フィリピン名「フランク（Frank）」と命名した。台風はルソン海峡を北上し、北東方向に進み続け、石垣島から宮古島、沖縄本島と、沖縄県を縦断するコースを進んだ。そして6月11日16時頃に高知県室戸市付近に上陸。1951年の統計開始以降で5番目に、日本への上陸日時が（一年の中で）早い台風となった。台風は上陸後間もなく温帯低気圧に変わったが、土砂崩壊のほか、飛行機の欠航や列車の徐行運転など、交通機関などにも影響が及ぼされた。また、室戸市沖では39.1m/sの風速を記録した。

### 台風5号（チャンスー）
200405・08W・ゲナー
6月10日にフィリピン西の南シナ海で発生し、アジア名「チャンスー（Chanthu）」と命名された。命名国はカンボジアで、花の名前に由来する。また、フィリピン大気地球物理天文局はこの台風について、フィリピン名「ゲナー（Gener）」と命名した。台風は西進してフィリピンを通過し、南シナ海を経てベトナムに上陸。その後消滅した。
ベトナムでは、この台風によって大きな被害が発生し、38人が死亡した。また、この台風の残骸はカンボジアに大雨を降らせた。

### 台風6号（ディアンムー）
200406・09W・ヘレン
6月13日21時にカロリン諸島において、熱帯低気圧が台風に変わり、アジア名「ディアンムー（Dianmu）」と命名された。また、フィリピン大気地球物理天文局はこの台風について、フィリピン名「ヘレン（Helen）」と命名した。台風はゆっくり北上し、発生から3日間で「大型で非常に強い」勢力にまで発達した。その後もさらに北上を続け、奄美群島付近の海域を通過し、21日9時半ごろに、強い勢力のまま高知県室戸市付近に上陸した。上陸時の勢力は中心気圧965hPa、最大風速35m/sで、6月の台風としては統計を取り始めた1951年以降、最強の勢力である。その7時間後、21日13時過ぎに兵庫県明石市付近に再上陸。さらに21日午後には京都府舞鶴市付近を経て日本海に進み、能登半島の沿岸・佐渡沖を通って、22日3時に津軽海峡の西で温帯低気圧に変わった。

### 台風7号（ミンドゥル）
200407・10W・イグメ
6月23日にマリアナ諸島で発生し、アジア名「ミンドゥル（Mindulle）」と命名された。命名国は北朝鮮で、「タンポポ」を意味する。また、フィリピン大気地球物理天文局はこの台風について、フィリピン名「イグメ（Igme）」と命名した。台風は西進した後に、フィリピンと台湾の間をゆっくり進み、その後北上して朝鮮半島付近で温帯低気圧に変わった。
この台風は、フィリピンおよび台湾に大きな被害をもたらした。フィリピンでは各地で洪水が発生し、40人以上の死者・行方不明者が出たほか、台湾でも洪水や土砂災害が各所で発生し、交通が寸断された。台湾南部では、当時としては最近の25年ほどで最悪の洪水となったという。一部では数日間の降水量が1500mmに達したが、これは東京の年間降水量に匹敵するほどの豪雨である。

### 台風8号（テンテン）
200408・11W
6月26日にトラック諸島の北で発生し、アジア名「テンテン（Tingting）」と命名された。命名国は香港で、少女の名前に由来する。台風はマリアナ諸島を通過し、その後小笠原諸島に接近した。
台風が接近したマリアナ諸島では大きな被害が生じ、特にグアムでは記録的な大雨となった。現地では日降水量が400mmを上回り、場所によっては従来の日降水量記録を更新したという。この大雨により、全島にわたって土砂崩れや洪水の被害が発生。また、サイパンでも3人が死亡した。
この台風のアジア名「テンテン（Tingting）」は、この台風限りで使用中止となり、次順からは「ライオンロック（Lionrock）」というアジア名が使用されることになったが、「テンテン」が引退した理由は台風の被害が大きかったからではなく、地域の代表性がないためである。

### 台風9号（コンパス）
200409・12W・ジュリアン
7月14日に沖縄の南海上で発生し、アジア名「コンパス（Compasu）」と命名された。命名国は日本で、「コンパス座」に由来する。また、フィリピン大気地球物理天文局はこの台風について、フィリピン名「ジュリアン（Julian）」と命名した。台風は西進してバタン諸島付近を通過し、香港方面へと向かった。

### 台風10号（ナムセーウン）
200410・13W

7月25日に南鳥島の西海上で発生し、アジア名「ナムセーウン（Namtheun）」と命名された。台風は勢力を強めながら北西に進み、28日に八丈島の南海上に達した。30日にかけて、強い勢力を保ちながら日本の南海上をゆっくりと西北西に進み、31日16時すぎに高知県西部に上陸した。さらに瀬戸内海を経て、21時半頃には山口県岩国市付近に再上陸した。その後日本海を北上し、8月2日9時に熱帯低気圧に変わった。

### 台風11号（マーロウ）
200411・15W

8月4日9時、日本の南海上にあった熱帯低気圧が潮岬の南海上で台風となり、アジア名「マーロウ（Marou）」と命名された。台風は4日22時過ぎには徳島県東部に上陸し、四国・中国地方を縦断して5日6時に熱帯低気圧に変わった。

### 台風12号（ムーランティ）
200412・14W
台風11号と同じ8月4日に発生し、アジア名「ムーランティ（Meranti）」と命名された。命名国はマレーシアで、木の名前に由来する。台風は日本のはるか東海上を進み、ウェーク島付近を通過した。

### 台風13号（ラナニム）
200413・16W・カレン

8月8日にフィリピンの東方沖で発生し、アジア名「ラナニム（Rananim）」と命名された。命名国はミクロネシアで、「こんにちは」という意味である。なお、フィリピン大気地球物理天文局（PAGASA）はこの台風について、フィリピン名「カレン（Karen）」と命名している。台風は北上して宮古島や石垣島など沖縄の島々の付近を通過し、中国の浙江省温嶺市に上陸。その後消滅した。

### 台風14号（マラカス）
200414・17W
8月11日に日本のはるか南東で発生し、アジア名「マラカス（Malakas）」と命名された。命名国はフィリピンで、タガログ語で「強い」という意味である。台風はほとんど発達することなく、太平洋上を北上した。

### 台風15号（メーギー）
200415・18W・ラウィン

8月16日にフィリピンの東海上で発生し、アジア名「メーギー（Megi）」と命名された。また、フィリピン大気地球物理天文局はこの台風について、フィリピン名「ラウィン（Lawin）」と命名した。台風は17日には沖縄県久米島の西海上を通り、東シナ海へ進んだ。その後は強い勢力を維持したまま、東シナ海から長崎県対馬付近を経て日本海を北東進し、強い勢力で20日6時過ぎに青森県の津軽半島に上陸。同日18時に北海道根室市の南東海上で温帯低気圧に変わった。

### 台風16号（チャバ）
200416・19W

８月19日21時にマーシャル諸島近海で発生し、アジア名「チャバ（Chaba）」と命名された。23日にサイパン島の西で大型で猛烈な勢力となった。27日以降、日本の南海上をゆっくりと北西に進み、29日夜には九州の南海上で進路を北寄りに変え、30日10時前、鹿児島県串木野市（現在のいちき串木野市）付近に大型で強い勢力（中心気圧950hPa）で上陸し、九州を縦断した。17時半頃に山口県防府市付近に再上陸した後、中国地方から能登沖を、次第に速度を速めて強い勢力のまま北東に進んだ。その後はやや勢力を弱め、31日に津軽海峡を通って、12時過ぎに北海道函館市付近に再上陸し、15時に北海道東部で温帯低気圧に変わった。

### 台風17号（アイレー）
200417・20W・マース
8月20日にフィリピン東方で発生し、アジア名「アイレー（Aere）」と命名された。命名国はアメリカで、「嵐」を意味する。また、フィリピン大気地球物理天文局はこの台風について、フィリピン名「マース（Marce）」と命名した。台風は先島諸島方面に進み、石垣島の平久保崎付近を通過。その後台湾の北を通過して中国大陸へと向かった。

### 台風18号（ソングダー）
200418・22W・ニナ
8月28日にマーシャル諸島付近で発生し、アジア名「ソングダー（Songda）」と命名された。また、フィリピン大気地球物理天文局はこの台風について、フィリピン名「ニナ（Nina）」と命名した。台風は発達しながら西に進み、31日には中心付近の最大風速が45m/sと「非常に強い」台風となった。その後も勢力を維持したまま、当初は中国大陸に進むと予想されたが、太平洋高気圧の衰退により進路を北西に変えて、9月5日に沖縄本島を通過した。名護市では、最低海面気圧924.4hPaを記録した。6日には1991年の台風19号に匹敵する勢力で九州北部地方に上陸する進路が濃厚となり、マスコミも大きく報道した。その後、勢力は少し衰え「強い」台風となるが、東シナ海で進路を北から北東に変え、7日9時半頃に長崎県長崎市付近に中心気圧945hPa（ヘクトパスカル）・中心付近の最大風速40m/sの「大型で強い勢力」で上陸。台風は、佐賀県・福岡県・山口県を経て、13時には日本海に抜け、速いスピードで移動・北上した。8日には東北地方や北海道地方に接近。北海道付近で勢力が再発達し暴風域が広がった。その後温帯低気圧となった。

### 台風19号（サリカー）
200419・23W
9月4日にサイパン島付近で発生し、アジア名「サリカー（Sarika）」と命名された。命名国はカンボジアで、「さえずる鳥」を意味する。この台風は、先の台風18号に従うように日本の南を北上したが、台風18号の通過後であったために海水温は低下しており、あまり発達しなかった。

### 台風20号（ハイマー）
200420・24W・オフェル
9月11日に台湾付近で発生し、アジア名「ハイマー（Haima）」と命名された。命名国は中国で、「タツノオトシゴ」を意味する。また、フィリピン大気地球物理天文局はこの台風について、フィリピン名「オフェル（Ofel）」と命名した。台風は台湾付近を北上して、中国南東部へと向かったが、ほとんど発達しなかった。

### 台風21号（メアリー）
200421・25W・キンタ

9月22日午前3時にグアム島の西海上で発生し、アジア名「メアリー（Meari）」と命名された。また、フィリピン大気地球物理天文局はこの台風について、フィリピン名「キンタ（Quinta）」と命名した。台風は勢力を強めながら北西進を続け、26日にかけて沖縄に接近した。沖縄近海では進路が定まらなくなり、27日午前中にかけて停滞するなど複雑な進路を取ったが、次第に進路を北東に変えて東シナ海を進み、29日午前8時半頃に中心気圧970hPa、最大風速30m/sの勢力で鹿児島県串木野市付近に上陸した。台風は九州から四国地方を暴風域に巻き込み、15時過ぎに高知県宿毛市、20時半頃に大阪府大阪市にそれぞれ再上陸し、近畿地方から北陸・東北地方へと進み30日9時には宮城県気仙沼市から三陸沖へ抜けて、温帯低気圧に変わった。

### 台風22号（マーゴン）
200422・26W・ロリー

2004年10月4日15時にフィリピンの東で発生し、アジア名「マーゴン（Ma-on）」と命名された。また、フィリピン大気地球物理天文局はこの台風について、フィリピン名「ロリー（Rolly）」と命名した。台風は最盛期に920hPa、50m/s（100ノット）にまで急速に発達した。そして、その最盛期に南大東島の南東を通過。さらに速度を上げて北上を続けた。そして強い勢力のまま、10月9日16時頃に静岡県伊豆半島付近に上陸した。17時過ぎには神奈川県三浦半島を通過。18時過ぎ、千葉県千葉市付近に再上陸した。その後も45km/h以上のスピードで関東地方を縦断。岩手県宮古市の東で温帯低気圧に変わった。

### 台風23号（トカゲ）
200423・27W・シオニー
10月13日にマリアナ諸島近海で発生し、アジア名「トカゲ（Tokage）」と命名された。また、フィリピン大気地球物理天文局はこの台風について、フィリピン名「シオニー（Siony）」と命名した。宮古島の南東で超大型で強い台風となった（強風域の最大値は、南側1,100km、北側600km）。その後上陸の1時間前に、勢力が少し衰えて超大型から大型になったが、秋雨前線を巻き込んだ大型で強い勢力で、20日12時に高知県土佐清水市に上陸。これは、四国に上陸した台風の中では上陸日が最も遅く、日本上陸台風では過去4番目に遅い上陸である。その後高知県室戸市と、大阪府南部に再上陸。中部地方内陸を横断し、茨城県大洗町の東の太平洋へ抜けて温帯低気圧となった。本州縦断時には、台風の中心が日本アルプスに差しかかったころ急激に勢力が衰えた。これは高い山脈により大きな摩擦力が雲や風にかかり、台風がエネルギーを大きく消耗したためと考えられている。

### 台風24号（ノックテン）
200424・28W・トニヨ
10月16日にトラック諸島の北東で発生し、アジア名「ノックテン（Nock-ten）」と命名された。命名国はラオスで、「鳥」を意味する。また、フィリピン大気地球物理天文局はこの台風について、フィリピン名「トニヨ（Tonyo）」と命名した。台風はグアム近海を通過した後、太平洋上を北西に進み、台湾東岸をかすめるように進んだ。

### 台風25号（ムイファー）
200425・29W・ウンディング
11月14日にフィリピンのレイテ島の東方で発生し、アジア名「ムイファー（Muifa）」と命名された。命名国はマカオで、「梅の花」を意味する。また、フィリピン大気地球物理天文局はこの台風について、フィリピン名「ウンディング（Unding）」と命名した。台風は、発生後数日間はフィリピン沖でウロウロと迷走し複雑に動いたが、途中で西進を始め、ルソン島からミンドロ島を横断して南シナ海へ進んだ。その後ベトナムをかすめ、タイランド湾を横切りながらマレー半島に向かって進んだ。

ベトナムでは、台風による洪水や土砂崩れの影響で80人以上の死者・行方不明者が出るなど大きな被害が生じ、この台風による犠牲者の数は合計で100人を越えた。世界遺産に登録されているベトナムのホイアンも洪水に襲われ、80棟以上もの古い建造物が、崩壊の危機にさらされた。
| 順位 | 名称               | 国際名    | 年     | 南下幅 (緯度) |
| ---- | ------------------ | --------- | ------ | ------------- |
| 1    | 平成15年台風第18号 | Parma     | 2003年 | 8.9           |
| 2    | 平成29年台風第5号  | Noru      | 2017年 | 8.2           |
| 3    | 平成5年台風第27号  | Manny     | 1993年 | 7.5           |
| 3    | 平成16年台風第25号 | Muifa     | 2004年 | 7.5           |
| 5    | 昭和61年台風第14号 | Wayne     | 1986年 | 6.9           |
| 6    | 平成12年台風第15号 | Bopha     | 2000年 | 6.7           |
| 7    | 平成3年台風第20号  | Nat       | 1991年 | 6.6           |
| 8    | 平成8年台風第25号  | Ernie     | 1996年 | 6.4           |
| 9    | 平成30年台風第12号 | Jongdari  | 2018年 | 6.3           |
| 10   | 昭和39年台風第14号 | Kathy     | 1964年 | 6.2           |
| 10   | 昭和52年台風第12号 | Dinath    | 1977年 | 6.2           |
| 10   | 昭和59年台風第25号 | Bill      | 1984年 | 6.2           |
| 10   | 令和4年台風第11号  | Hinnamnor | 2022年 | 6.2           |

### 台風26号（マールボック）
200426・ヴィオレッタ

11月22日にルソン島の東岸付近で発生し、アジア名「マールボック（Merbok）」と命名された。命名国はマレーシアで、鳥の名前に由来する。また、フィリピン大気地球物理天文局はこの台風について、フィリピン名「ヴィオレッタ（Violeta）」と命名した。この台風はほとんど発達せず、発生からわずか6時間で消滅したが、先の台風25号と合わせたフィリピンでの被害は、死者61人・行方不明者80人以上という大きな規模に達した。

### 台風27号（ナンマドル）
200427・30W・ヨヨン
11月29日にカロリン諸島付近で発生し、アジア名「ナンマドル（Nanmadol）」と命名された。また、フィリピン大気地球物理天文局によって、フィリピン名「ヨヨン（Yoyong）」と命名された。台風はフィリピン北部のルソン島に上陸して、77人の犠牲者を出した後、12月4日に温帯低気圧に変わって一旦消滅した。

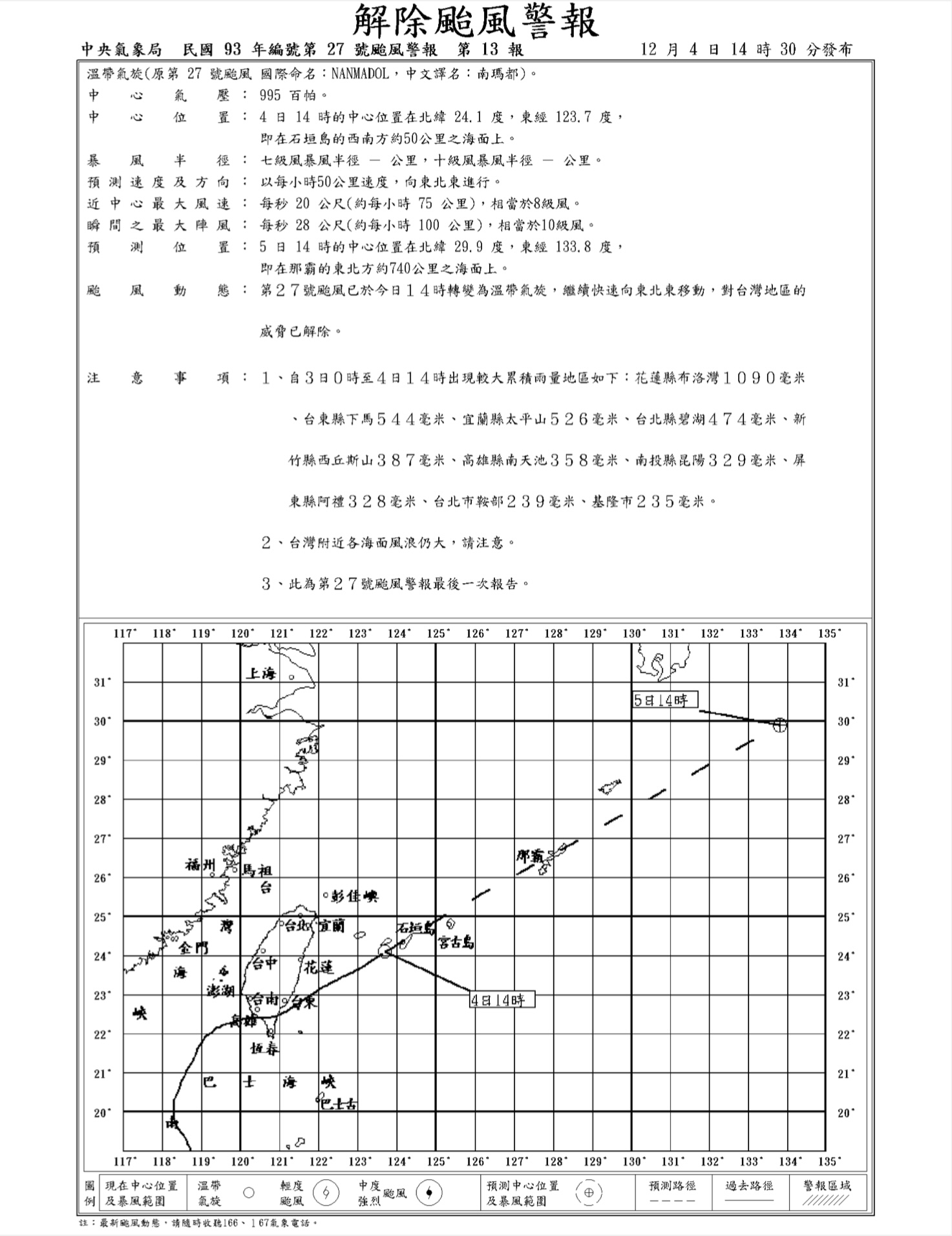
2004年12月4日、ナンマドルは温帯低気圧に変わり、台湾中央気象局は陸と海の台風警報を解除しました。

しかしその後、この台風の残骸を吸収した別の温帯低気圧が、日本付近で急激に発達し「爆弾低気圧」となったため、日本全国（特に東海地方や関東地方）で大荒れの天気となり、強風や大雨に見舞われた。最大瞬間風速は東京で40.2m/sに達し、観測史上最も強い風となったほか、神奈川県横浜市で最大瞬間風速43.4m/s、千葉県千葉市で47.8m/sと、台風並みかもしくはそれ以上の暴風を観測した。さらに、この温帯低気圧の強風が運んできた暖気によって、東京では12月としては観測史上最高の24.8度を記録した。

### 台風28号（タラス）
200428・31W・ゾシモ
12月10日にマーシャル諸島付近で発生し、アジア名「タラス（Talas）」と命名された。命名国はフィリピンで、「鋭さ」を意味する。台風はほとんど発達しなかったが、すぐには消滅せずに西に進み続け、途中でフィリピン大気地球物理天文局の監視エリアに進入したため、フィリピン名「ゾシモ（Zosimo）」と命名された。この台風は、最低気圧が992hPa以上の台風としては史上最も長寿となった。

### 台風29号（ノルー）
200429・32W
12月18日にマリアナ諸島で発生し、アジア名「ノルー（Noru）」と命名された。命名国は韓国で、「ノロジカ」を意味する。台風はほとんど発達しないまま、太平洋上を北上した。

## 気象庁が「台風」に分類しなかった熱帯低気圧

### TD（ウィニー）
フィリピンに大きな被害を出し、1,593人もの犠牲者を出した。